# درخت بذری

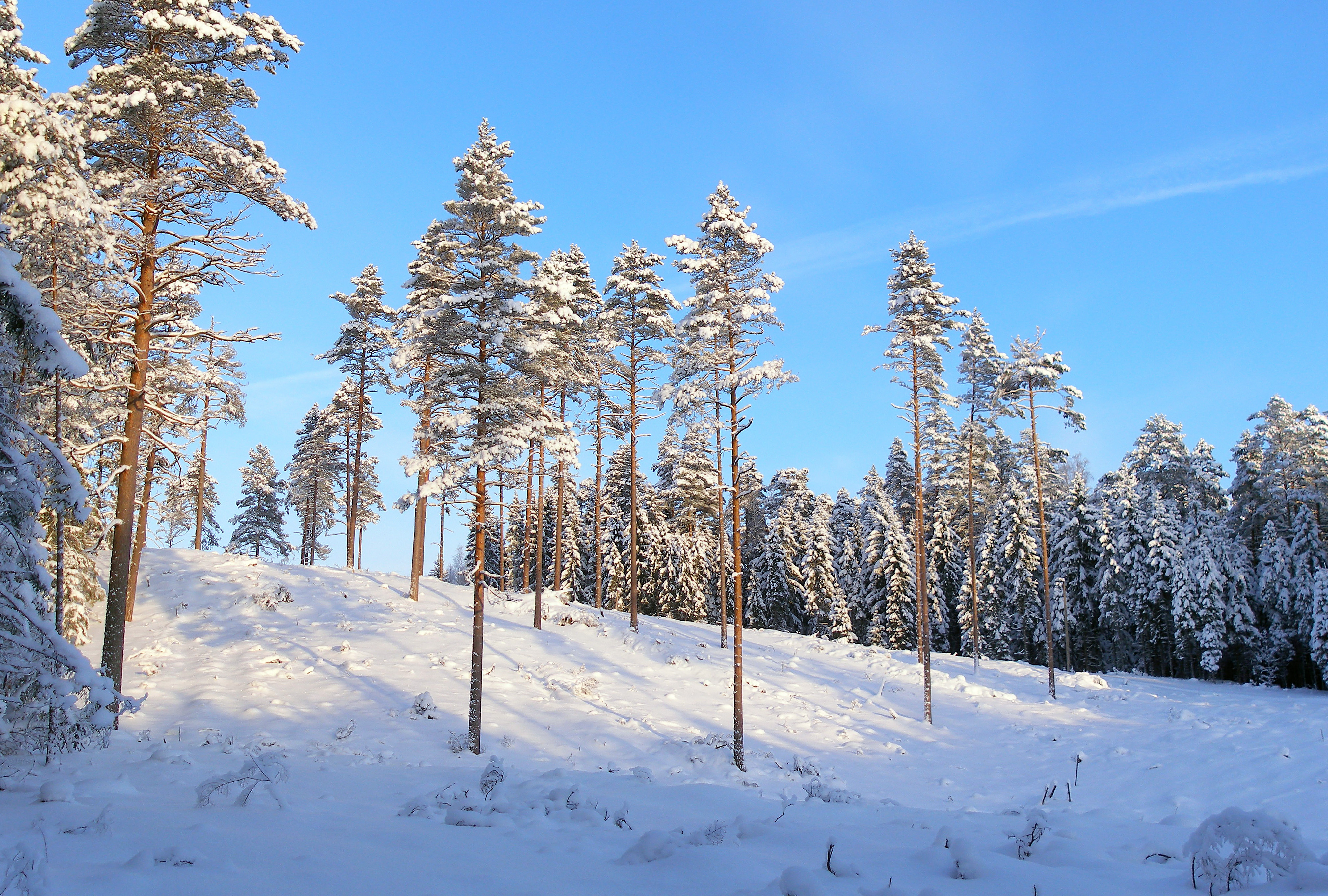
درختان بذری (کاج اسکاتلندی) در یک توده به تازگی قطع‌شده در شمال استونی

درختان بذری، درختانی هستند که پس از برش تکثیری باقی می‌مانند تا بذرهایی را برای باززایش طبیعی در روش درخت بذری تهیه کنند. این درختان هم به عنوان منبع ژنی برای محصول جدید بازسازی و هم به عنوان منبع الوار در طول برش‌های آینده عمل می‌کنند. به دلیل اهمیت آن، یک درخت بذری باید بر اساس عوامل اقتصادی و بیولوژیکی با دقت انتخاب شود. درختان بذری انتخاب‌شده باید از گونه مورد نظر، از نظر فنوتیپی برتر، پربار در بذر و گلدهی، محکم و سالم، بدون آسیب و رشد مناسب باشند.